# Cathédrale Notre-Dame-de-la-Dormition de Damas
Cette  cathédrale ne doit pas être confondue avec une autre cathédrale de Damas.
La cathédrale Notre-Dame-de-la-Dormition ou cathédrale Notre-Dame al-Niah ou église al-Zeitoun est la cathédrale grecque-catholique melkite dans le quartier Bab Sharqi de Damas en Syrie. C'est le siège du patriarcat grec melkite catholique d'Antioche et de tout l'Orient, et celui de l'archiéparchie melkite de Damas (en latin : Archieparchia Damascena Græcorum Melkitarum), qui compte une vingtaine de paroisses desservies par une cinquantaine de prêtres. Les fidèles damascènes melkites sont aux altentours de 150 000.
Les fidèles, rattachés depuis 1724 à Rome, sont de langue arabe et de rite byzantin. Le vicaire archiépiscopal (ou éparque) est depuis 2018, Mgr Nicolas Antiba (en).
Le patriarche des melkites, aujourd'hui Grégoire III Laham, siège habituellement à Damas depuis 1838.

## Dédicace
La cathédrale est dédiée à la Dormition de la Vierge. « La dormition de la Théotokos », du grec Θεοτόκος : Théotokos « Mère de Dieu » (qui se dit aussi Μήτηρ Θεοῦ Mèter Théou), ou littéralement « Celle qui a porté Dieu » (qui se dit aussi Θεοφόρος Théophore). Ils entendent ainsi la mort de la Vierge Marie et la montée au ciel de son corps.

## Présence chrétienne

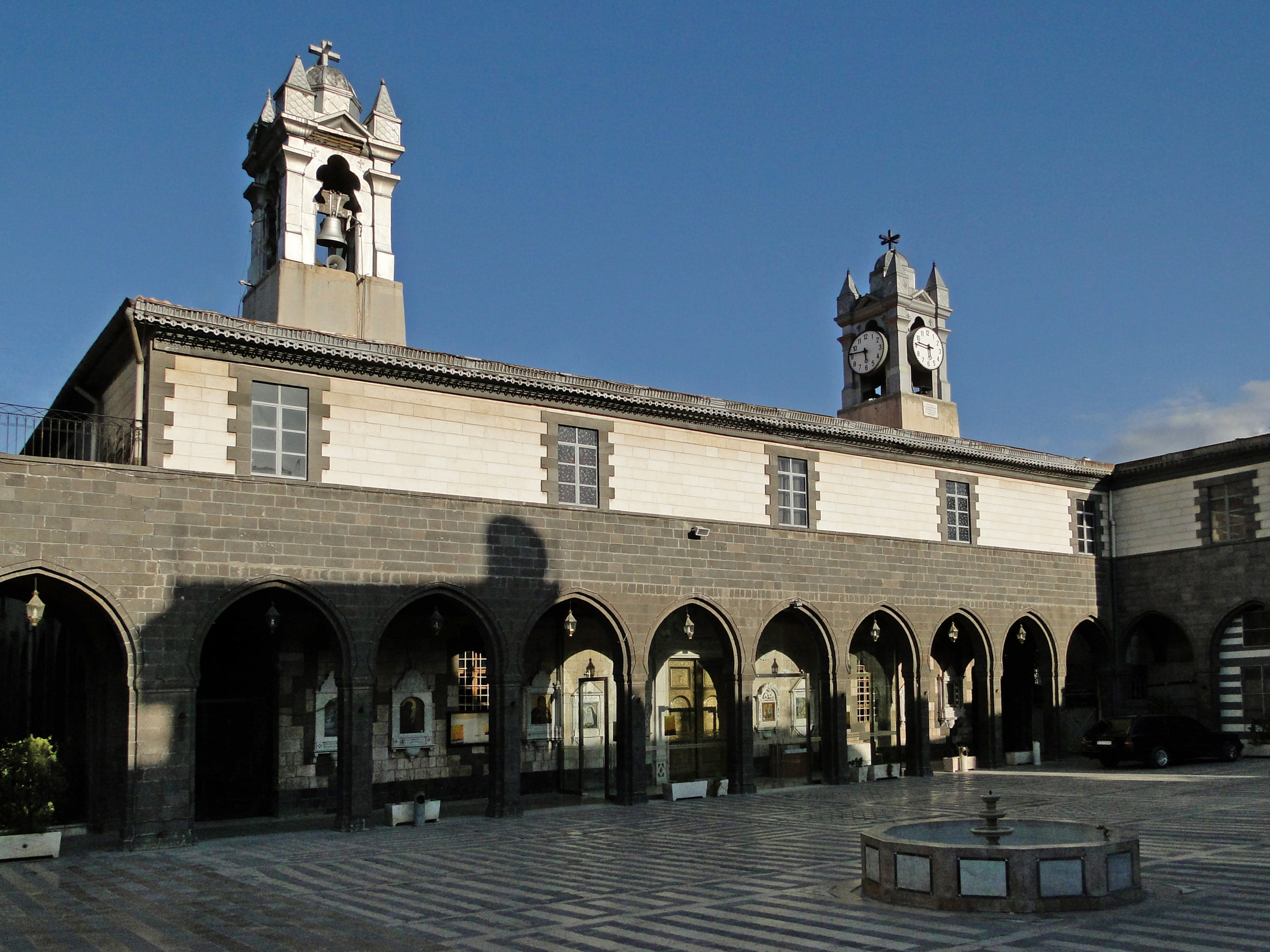
Cathédrale patriarcale grecque-catholique melkite, 2011.

Le siège de Damas a des origines très anciennes (IVe siècle). À partir du XIVe siècle, avec le déclin de la ville d'Antioche, Damas est devenue le siège des patriarches grecs orthodoxes.
La présence chrétienne en Syrie, a dangereusement diminué. Une culture deux fois millénaire est aujourd’hui menacée. Et le passé djihadiste du nouveau maître de Damas justifie la plus grande vigilance. Les pays occidentaux doivent subordonner leur reconnaissance des nouvelles autorités au respect des droits des chrétiens. Et veiller au respect des engagements pris. La Syrie ne garderait pas le prestige qui a été le sien si ses plus anciennes communautés ne conservaient pas la place et le rôle qui leur reviennent.

### Adresse postale
- B.P. 22249, Avenue Az-Zeitoun 12, Bab Charki, Damas, Syrie.